# Kataiya
Kataiya – gaun wikas samiti we wschodniej części Nepalu w strefie Sagarmatha w dystrykcie Saptari. Według nepalskiego spisu powszechnego z 2001 roku liczył on 839 gospodarstw domowych i 4791 mieszkańców (2342 kobiet i 2449 mężczyzn).